# REXT Holdings

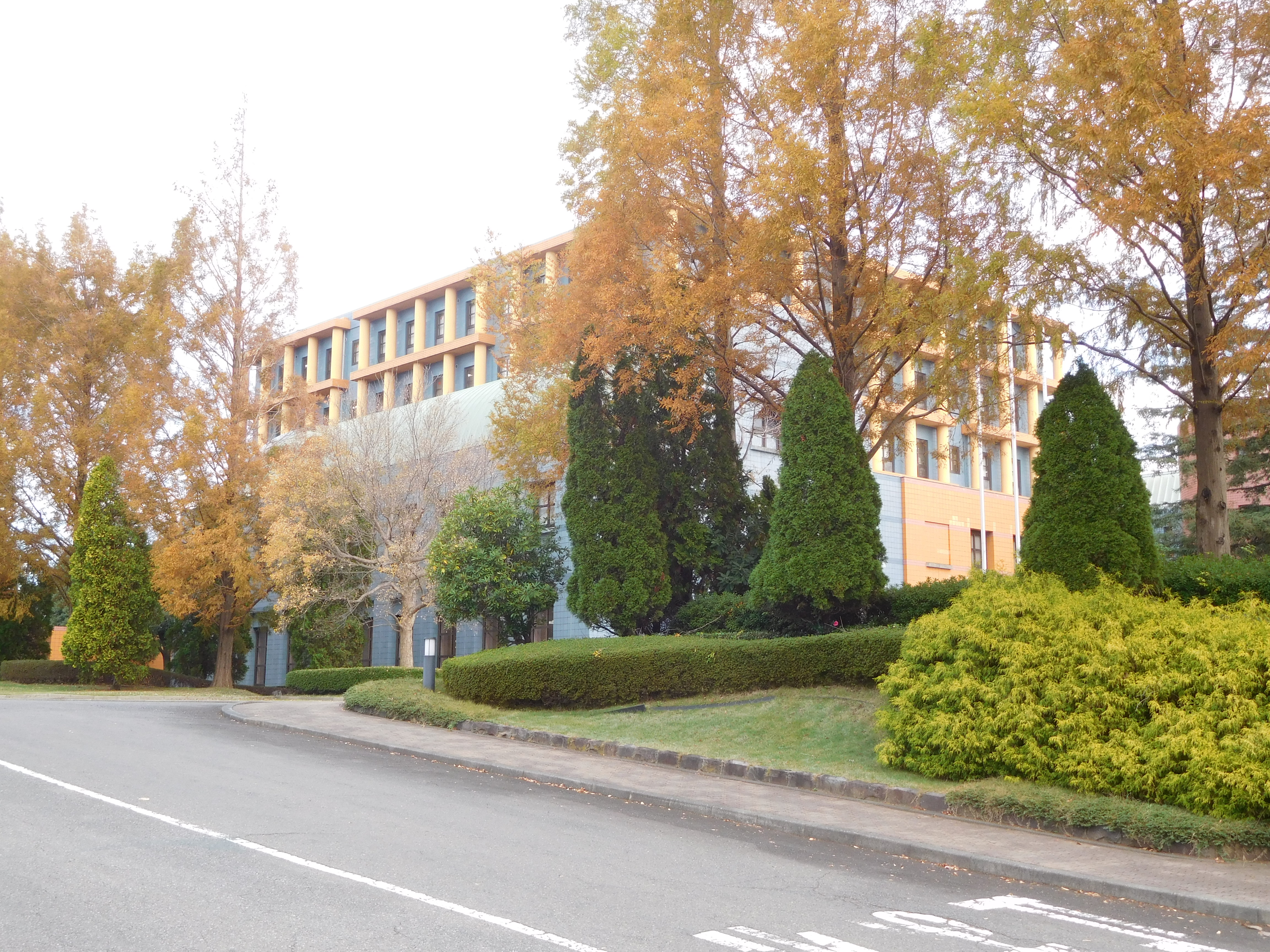
旧本社（カスミつくばセンター）

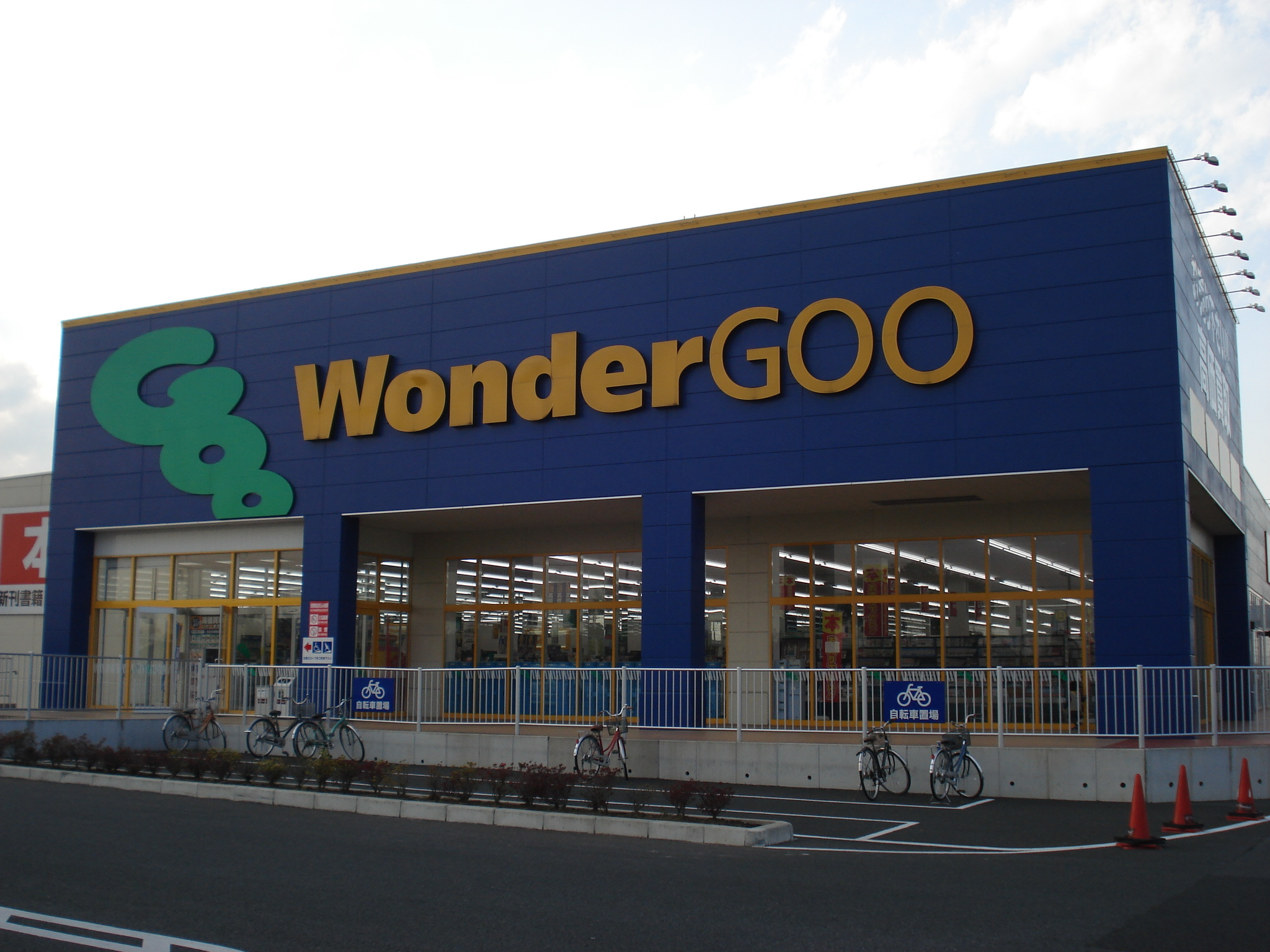
WonderGOO 加須店（埼玉県加須市）

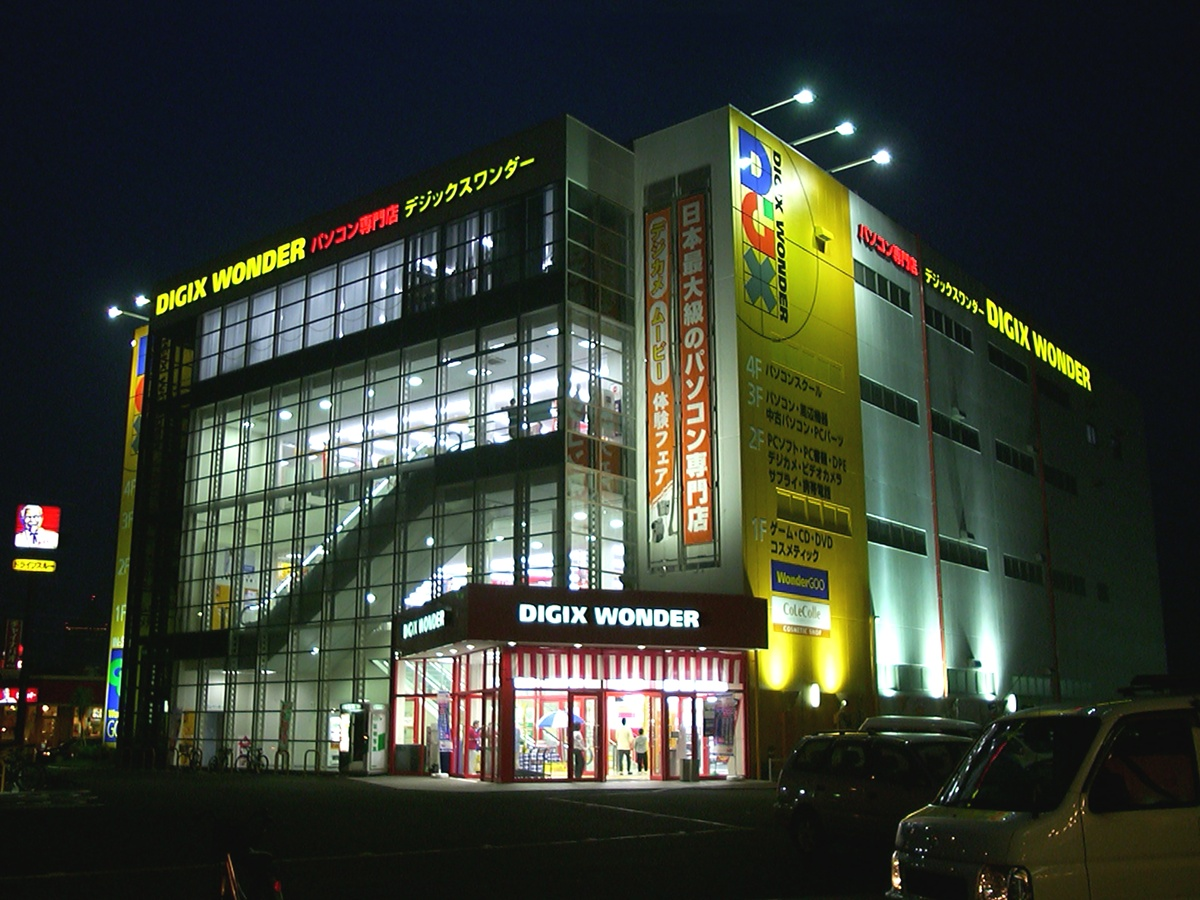
DIGIX WONDER つくば店（茨城県つくば市。ケーズデンキへ譲渡された後、2009年11月3日に閉店。現：WonderREX つくば店）

REXT Holdings株式会社（レクストホールディングス）は、主に書籍やゲームソフト・CD・DVD等の販売・買い取りを行う専門店を経営するREXT株式会社（レクスト、英: REXT, Inc.）などを傘下に持つ日本の持株会社。RIZAPグループの完全子会社。
本項では、かつてREXT Holdingsが展開し、現在は事業統合先のREXTが運営する「WonderGOO」・「WonderREX」などの店舗ブランド・事業について記述する。

## 概要・沿革
1981年10月、茨城県つくば市を拠点にスーパーマーケットを経営するカスミの家電部門として事業を開始。1988年3月に「株式会社カスミ家電」として分社化。
1990年代に入ると、カスミ家電は以下の専門店を続々と展開、以下特記しない所在地は全て茨城県である。
- 1992年4月、水海道市（現・常総市）にレンタルビデオ・音楽ソフト・書籍専門店の「FOXY」を開店[2]、主力業態となるエンタテイメント事業を開始。
- 同年6月、土浦市荒川沖にパソコン専門店の「C-YOU」を開店[3]。
- 1993年10月、牛久市に上記の「C-YOU」をベースに家電・パソコン・ゲームソフト・音楽ソフトを柱とした複合店「カスミ家電&C-YOU」を開店[3]。
- 1995年1月、つくば市にゲームソフト・音楽ソフト・書籍を中心としたエンタテイメント専門店「mega」を開店[3]。

1996年から店舗の屋号の整理を進め、同年9月に「mega」を「ワンダーグー（WonderGOO）」に、同年11月には「カスミ家電&C-YOU」を「ワンダーステーション（Wonder STATION）」に変更。1999年6月には、東海村にパソコン専門店の新業態として「デジックスワンダー（DIGIX WONDER）」を開店。
2000年にはJASDAQへの上場を見据えて、社名を「株式会社ワンダーコーポレーション」に変更。
しかし家電量販店との競合に勝てず、社名変更からわずか2年後の2002年に同じ茨城県を拠点としている同業他社のケーズホールディングスと資本提携を結び、「ワンダーステーション」と「デジックスワンダー」を譲渡することになった（2015年8月に資本提携を解消）。カスミグループの書店部門だった株式会社ブックランドカスミを傘下に収め、順次経営統合を進めた上で2006年3月をもって吸収合併（簡易合併）。
TSUTAYAを運営するカルチュア・コンビニエンス・クラブ（CCC）とは業務提携関係にあり、提携後には合弁会社である株式会社TSUTAYAワンダーグーを設立。業務提携以前から販売・買い取りと共にレンタルビデオのサービスを展開していたが、CCCとの提携後は一部店舗を除く店内にTSUTAYAが併設され、レンタルサービスは順次TSUTAYAに移行した。2012年4月にはTSUTAYAの有力フランチャイジーの一社であるサンレジャー（2014年6月にケイ・コーポレーションを吸収合併しVidawayに商号を変更）を子会社化したほか、同年5月には元TSUTAYA社長の日下孝明を社長に迎えるなど、CCCとの関係は次第に濃くなっていた。
2012年12月には同業他社の新星堂と資本業務提携を行い、2013年2月には連結子会社化。さらに自主再建を断念した同社を2016年2月23日付で吸収合併した。合併後も新星堂の屋号は維持されている。
2018年3月29日には株式公開買付け及び第三者割当増資により、RIZAPグループが議決権所有割合ベースで75.05%の株式を取得し、同社の子会社となった。これまで約43%の株式を保有していたカスミは保有全株式を売却している。100円ショップ大手の大創産業の元取締役であり、RIZAPの取締役でもあった内藤雅義を社長として迎えた。
2020年12月18日には、RIZAPグループの子会社であるHAPiNS、ジーンズメイトの2社と2021年4月1日付で経営統合を行うことを発表。ワンダーコーポレーションは2021年3月30日付でJASDAQ（後の東証スタンダード市場）上場廃止となり、同年4月1日付で3社の株式移転により設立されたREXT（初代）の完全子会社となった。
2022年5月にREXT（初代）を吸収合併。6月1日にはジーンズメイトとHAPiNSを吸収分割した。管理本部機能はワンダーコーポレーションが継承し「REXT Holdings株式会社」に、事業運営機能はジーンズメイトに継承し「REXT株式会社（2代）」にそれそれ社名変更した。
この他、後述するようにかつてはハードオフコーポレーションともフランチャイズ契約を結んでいた。

## 店舗ブランド

### WonderGOO（ワンダーグー）
CD・DVD・書籍などのソフト関連を中心に、コスパの商品を含む各種ホビー商品等まで幅広い商品の販売・買い取りを扱う「エンタテイメント専門店」。取り扱う品目をさらに拡大した店舗は「WonderGOO PLUS＋」（ワンダーグー・プラス）という屋号で営業している。略称は「ワングー」。45店舗。
前述した通り、1992年開店の「FOXY」と1995年開店の「mega」を前身とする現在の主力業態である。創業元であるカスミが展開していた「ブックランドカスミ」も順次このブランドへ称号を変更した。
WonderGOOが独自に展開していたレンタルコーナーはCCCとの業務提携により、多くの店舗にはTSUTAYAによるものが併設されている。
商品の支払い方法は、現金に加えクレジットカードや各種バーコード決済にも対応している。電子マネーの楽天Edyにも対応していたが、2021年9月30日をもってTSUTAYAのシステムを利用しているレンタルコーナーを除いて取り扱いを終了している。
以前は独自のポイントカードを発行しており、商品の購入・売却額に応じたポイントが付与されWonderREXとともに「ワンダーステーション」・「デジックスワンダー」で発行されたカードにも継続して対応）。2016年7月1日よりCCC系列のポイントプログラムであるTポイント（現・Vポイント）を導入し、従来のポイントカードは2018年8月31日をもってポイントの付与を、2019年2月28日をもってポイントの還元をそれぞれ終了することで、一時はTポイントに一本化されたが、2021年よりスマートフォン向けアプリ「WonderGOO・新星堂アプリ」内で独自のポイントサービスを再び導入し、Tポイント→Vポイントと並行して対応している。
通販サイトの「新星堂WonderGOO ONLINE」（当初は「e WonderGOO」）を開設しており、実店舗で販売しているものと同様の特典が付いた商品の一部の販売を行なっている。新星堂との提携後、通販サイトは新星堂が展開していた「新星堂ONLINE」と統合され、現在に至る。

### WonderREX（ワンダーレックス）

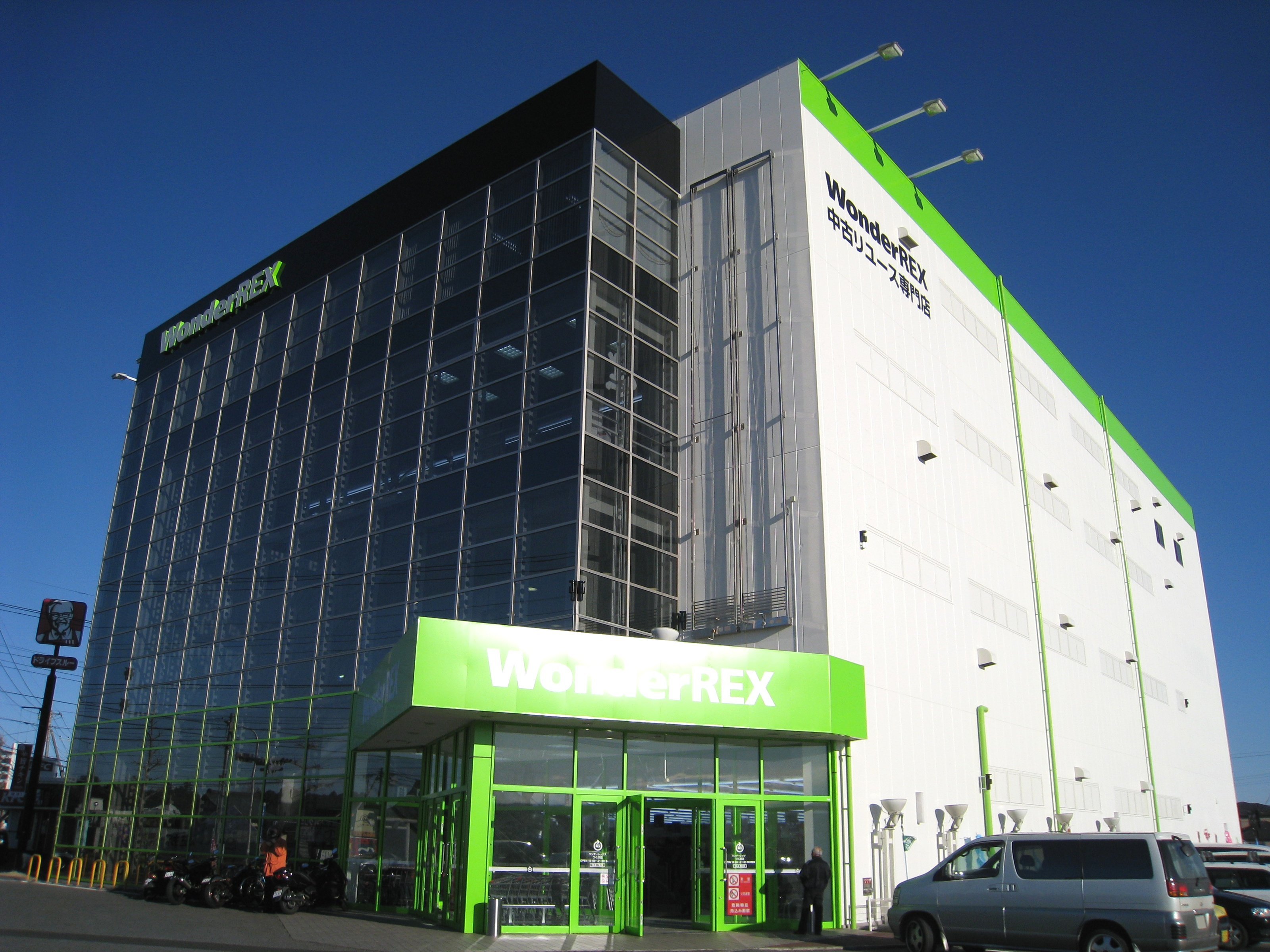
WonderREX つくば店（茨城県つくば市）

中古品の販売・買い取りに特化した店舗（エコリユース部門）。取り扱う品目は、ブランドグッズから家電機器まで多岐に渡り、豊富な品揃えを売りにしている。RIZAPグループに加わってからは、「WonderREX」の他に「REXTA」（レクスタ）や「買取王REXT」（かいとりおうレクスト）という屋号でも出店している。36店舗。
店舗の公式ウェブサイトはWonderGOOとは別に作成されており、「REXTA」や「買取王REXT」もサイト内の「店舗案内」に一括して表示される。ブランドグッズのみを扱う店舗もあり、店舗案内では「ブランドリユース専門」と記載されている。
従来からWonderGOOにて中古ゲームを取り扱っていたが、2000年4月にハードオフコーポレーションのフランチャイズチェーンに加盟し、「ハードオフ」や「オフハウス」の屋号で中古品全般の取り扱いを開始したのがこの業態の始まりである。お膝元である茨城県南部から出店を始め、茨城県北部や千葉県にも拡大していった。
2009年春には「運営方針に関して食い違いが生じた」として、ハードオフ社とのフランチャイズ契約の解消を発表。同年10月に自社で出店していた「ハードオフ」と「オフハウス」を一斉に閉店・改装の上、独自の屋号である現在のWonderREXに転換して営業を再開した。
WonderREXへの転換からしばらくの間は、前述の経緯により店舗の大半が茨城県や千葉県に集中し、その他は群馬県と三重県の各1店舗に限られていたが、2022年現在は関東地方全域に店舗を拡大し、他に福島県・愛知県・静岡県・広島県にも出店している（三重県の店舗は既に閉店）。
ポイントカードはWonderGOOと共通。買い取りを申し込む際は身分証明を兼ねるため、ポイントカードを必ず呈示しなければならない。WonderGOOと同様に、2018年9月よりTポイント（現・Vポイント）を導入、2019年3月からはTポイント→Vポイントに統一された。
WonderREXへの転換に当たってはハードオフコーポレーションから「フランチャイズ契約終了後の競業禁止規定に抵触する」として訴訟を提起された。一審ではハードオフ社側の主張を全面的に認め、WonderREXの運営禁止と7億5000万円の賠償を命ぜられ全面敗訴したが、二審にて和解勧告が行われ7億8000万円の和解金をハードオフ社に支払うことで和解が成立した。
WonderGOOと同様に、通販サイトの「WonderREX ONLINE」や「DIGIREX」を開設している。

### 新星堂
CD・DVD・レコード販売店で28店舗を運営している。

### ジーンズメイト
ジーンズショップで22店舗を運営している。

### HAPiNS
雑貨店で26店舗を運営している。

### その他
コスメ商品に注力した「CoLeColle（コレコレ）」という専門店を展開している。姉妹ブランドで小規模型の「petit*Colle（プチコレ）」もあり、主にWonderGOOの店内に併設されている。店舗数は後者の方が多い。
この他にも各種フランチャイズチェーンのフランチャイジーとなり店舗を展開している。例として、パン専門店「HEART BREAD ANTIQUE（アンティーク）」を展開するオールハーツ・カンパニーのフランチャイジーであり、一部のWonderGOOの敷地内に店舗が同居している（イオンモールいわき小名浜店のみ単独店舗）。2018年にはいきなり!ステーキの当社1号店をオープンした。

### 過去の事業
「WonderCAFE（ワンダーカフェ）」という名称のインターネットカフェを、埼玉県三郷市と千葉県茂原市に1店舗ずつ展開（前者はWonderGOOの店内に入居）していたが、いずれも2013年2月に閉店。
茨城県筑西市の下館店の隣接地には、2015年12月18日よりファミリーマートとの共同店舗である「ファミリーマート＋WonderGOO」が営業していたが、2023年11月にWonderGOO部分が撤退したため、ファミリーマート単独店舗で営業している。
他にも、携帯電話専門店の「BeWonder（ビーワンダー）」や写真現像・プリント（現在のデジカメ写真）を行う「Sharara（シャララ）」、フィットネスジムのテトラフィットも展開していた。

## グループ企業
- REXT株式会社
- 株式会社Vidaway - TSUTAYA31店舗、カードゲームショップのバトロコ34店舗を運営する。
- 株式会社音光
- 株式会社Ｄ＆Ｍ - スポーツ用サポーター製造販売。
- 株式会社Ｖポイントパートナーズつくば
- 株式会社ワンダーネット（休眠会社）
- 株式会社TetraFit（休眠会社）

## 店舗
以下の情報は2024年11月現在のものである。
本社が茨城県にあることから、同県を初めとする関東地方に多くの店舗が集中しており、東海地方や東北地方にかけても少数ながら出店している。
1994年4月よりフランチャイズによる展開を開始し、地元企業によるフランチャイズ形式により日本全国の広範囲に出店していたが、閉店もしくはTSUTAYAなどの他のチェーン店への転換により次第に店舗は減少し、現在も営業しているフランチャイズ店舗は4店舗のみとなっている。北海道と近畿地方以西の店舗は大半が閉店しており、残る店舗は広島県三次市の「買取王REXT 三次店」の1店舗のみとなっている。
フランチャイズの事例を以下に挙げる。
- 岩手県 - 株式会社ティーアンドティーによる運営[注 5]。かつては北海道や東北地方の各県でも展開していたが、閉店もしくはTSUTAYA[注 6]に転換している。TSUTAYAに転換した店舗の一部では、WonderGOOで取り扱いを行っていたコスメ商品を継続して取り扱っている[注 7]。かつての店舗は過去に存在したデンコードーの店舗を参照。
- 静岡県 - 河村電気による運営で、同店舗内に併設されていた。
- 愛知県 - 名古屋大須店はジーストアを展開するタブリエ・マーケティング[20]が運営している。過去に出店していた碧南店は佐藤ホーエー家電[21]が運営していた。
- 近畿地方 - 関西ケーズデンキによる運営で、兵庫県・大阪府・京都府に数店舗出店していた（ただし2013年1月6日に閉店した最後の店舗の伊丹店は直営店）。兵庫県の伊川谷店はナカヌキヤ（かつての中川ムセン）が運営していた。
- 鹿児島県 - エディオンのエリアフランチャイズも担当しているカコイエレクトロによる運営で、主に同店舗内に併設されていたが、2016年5月までに全店舗が閉店した。